# Hit's Today
Hit's Today(ヒッツ トゥディ)は、東海ラジオ放送でプロ野球シーズン中に、野球中継対応のフィラーとして放送されていた番組。ただし、シーズンオフの10月に放送することがあった。（2006年の木曜日、2007年の火曜日）
番組内容は2006年までは『東海ラジオ ガッツナイター』（NRNナイター）のあとに放送されるクッション番組の為、コーナーがほとんどなく、その代わり音楽をよくかける為、最新の曲から歌謡曲まで様々な曲を放送していたほか、合間合間に、主だったニュース・話題等を話すというものだったが、2007年からはコーナーの代わりに内包番組が増えた。
なお、たまに歌手からのメッセージも放送される。
パーソナリティーは、東海ラジオの曜日別夜勤担当アナウンサーが担当する。なおパーソナリティーによっては、自身の話をする人もいれば世の中の話など、パーソナリティーの個性が表れる番組。ただし、CMは流れない。
なお番組開始は、エコーがかかり「ヒッツ トゥディ」といって番組がスタート。
また、野球中継の延長などで通常の番組が休止となり、その番組の放送時間を穴埋めする形で時間いっぱい音楽をかける場合もある（フィラー扱い）。
2014年度はプロ野球開幕直後の4月6日までの約1週間のみ編成された（野球延長のため実際に放送されたのは4月4日のみ）が、4月8日からは本番組に代わり、2013年度ナイターオフ番組として放送されていた『No idea!?』を当該枠に充当する。また、従来の箱番組相当枠は、21:40からの独立番組として編成される。

## 主なコーナー
- ナイター中継延長時は番組自体は休止になるが、一部のコーナー枠は『ガッツナイター』終了後に独立番組として放送される番組もある。

□=Commuf@radio東海ラジオ配信(されていた)番組
2006,2007年･2008年共通
- その日の主だったニュース＆トピックス
- スポーツの結果（ガッツナイターの後に放送する番組のため、勝っても負けてもドラゴンズの話題を届ける。）
- チケットインフォメーション〔2007年は担当:浅田若菜、2008年はパーソナリティ自身が担当していたが、途中から吉川秀樹が担当。しかし同年7月頃からは主に山口由里が担当〕

2006年のみ
- テレマート今夜のお買い得情報（内容は、東海ラジオのほかの番組で放送されているのとなんら変わりなし。）

2007年のみ (内包番組)
- あかひげ先生!ズバリ解決
- 336サロン
- 佐田玲子の夢はまだ平気ですか
- 福留佑子のゆうことナイト!
- 看板娘ホッピー・ミーナの HOPPY HAPPY BAR（ニッポン放送）

2008年のみ (内包番組)
- (火曜日)あかひげ先生!ズバリ解決
- (水曜日)佐田玲子の夢はまだ平気ですか
- (木曜日)□うたまろっ!（担当：うたまろ）
- (金曜日)□名古屋グランパス青山隼のアオジュン!（担当：名古屋グランパス青山隼選手。自身のレンタル移籍の為、～2008年5月23日まで）→□名古屋グランパス津田知宏の"津田でございます！"(担当：名古屋グランパス津田知宏選手)
- (火～土)看板娘ホッピー・ミーナの HOPPY HAPPY BAR
- (土曜日)□RAG FAIRよーすけのブランニューR（月曜日21時からの移動。担当：ラグフェアの引地洋輔）

2009年のみ
- （火～土）看板娘ホッピー・ミーナの HOPPY HAPPY BAR
- （火～金）STOP THE SMAP（文化放送・月曜日も同じ時刻に放送）
- （火曜日）あかひげ先生!ズバリ解決
- （水曜日）佐田玲子の夢はまだ平気ですか
- （木曜日）□RAG FAIRよーすけのブランニューR
- （金曜日）□名古屋グランパス津田知宏の"津田でございます!"
- （土曜日）嵐・相葉雅紀のレコメン!アラシリミックス（文化放送）

2010年のみ
- （火曜日）あかひげ先生!ズバリ解決
- （水曜日）うたまろ
- （木曜日）佐田玲子の夢はまだ平気ですか
- （金曜日）やまドル

2011年のみ
- （火曜日）あかひげ先生!ズバリ解決
- （水曜日）上からも下からもねね
- （木曜日）佐田玲子の夢はまだ平気ですか
- （金曜日）やまドル→アニミュ～☆

2012年・2013年
- （火曜日）あかひげ先生!ズバリ解決
- （水曜日）上からも下からもねね
- （木曜日）佐田玲子の夢はまだ平気ですか
- （金曜日）大矢たけはるのマイロードラジオ（出演:大矢たけはる、大脇愛）-大脇は2012年のナイターシーズンのみ出演。

## 放送時間
放送開始時間はあくまでも目安。延長等の場合は短縮・休止されることがある。月曜日ナイター中継のある場合は月曜日にも放送する。（セ・リーグ戦の場合は、月曜の放送番組のナイター中継の無い他曜日へのシフトは行わず、一部録音番組を他曜日の別の時間に放送する。
2007年からの交流戦の場合は、月曜の放送番組を他曜日の同一放送時間へシフトさせる場合があった）
2006年度
- 火～金：21時～21時40分
- 土・日曜日：21時～22時

2006年10月のみ (この時期はコーナー内包はなく、音楽のみ)
- 木曜日：21時～21時30分

2007年度（プロ野球シーズン中）
- 火～金：21時～21時50分
- 土曜日：21時～22時
- 日曜日：21時～21時30分（但し、ナイター中継終了が21時31分以降になった場合、「流石の源石」を休止して、ナイター終了から22時まで放送。）

2007年度（プロ野球シーズンオフの数週間のみ）
- 火曜日：21時～21時30分

2008年度
- 火～金：21:00～21:50
- 土曜日：21:00～22:00
- 日曜日：21:00～21:30（ただしプロ野球中継延長の場合は、2007年シーズン中の日曜日と同じ編成となる）

2009年度（プロ野球シーズン中）
- 火～土：21:00～21:50
- 日曜日：21:00～21:30

2009年度（プロ野球シーズンオフ）
- 月～金：20:50～20:56

2010年度（プロ野球シーズン中）
- 土・日：17:00～17:45
- 火～金：21:00～21:50
- 月曜日：21:30～21:50

2011年度（プロ野球シーズン中）
- 日曜日：17:00～17:45
- 火～金：21:00～21:40
- 土曜日：17:00～17:45または23:00～23:30（前者は中日戦がデーゲームの場合、後者は中日戦がナイターの場合）

2012・2013年度（プロ野球シーズン中）
- 日曜日：17:00～17:45（2013年度は中日戦デーゲームが屋外球場で開催される場合は休止となり、代わりに『松原敬生の日曜も歌謡曲』を試合終了から17:45まで放送していた）
- 火～金：21:00～21:30
- 土曜日：17:00～17:45または23:00～23:30（前者は中日戦がデーゲームの場合、後者は中日戦がナイターの場合）

2014年4月第1週のみ
- 火～金・日：21:00～21:30
- 土曜日：23:00～23:30

| スタブアイコン | サブスタブ | この項目は、まだ閲覧者の調べものの参照としては役立たない、ラジオ番組に関連した書きかけの項目です。この項目を加筆・訂正などしてくださる協力者を求めています（P:ラジオ/PJ:放送番組）。 |